# Frauenwahlrecht in Kanada

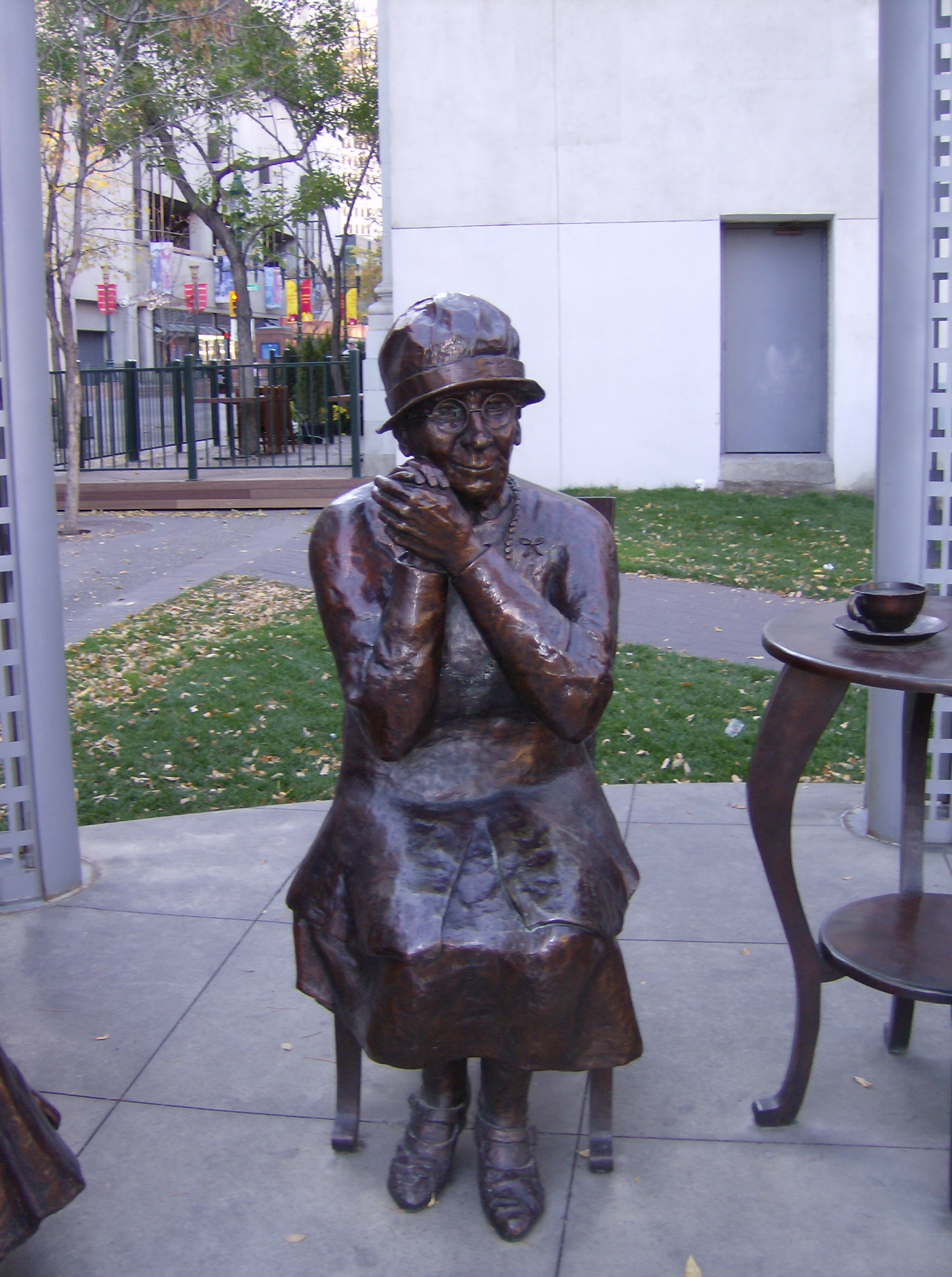
Louise McKinney, erste Frau, die in der Legislativversammlung von Alberta vereidigt wurde, und erste Frau, die in Kanada und im britischen Empire in ein Parlament gewählt wurde.

Der Kampf um das Frauenwahlrecht in Kanada dauerte in einigen Landesteilen für weiße Frauen nur eine Generation. Oft wird die Frauenwahlrechtsbewegung als vergleichsweise kurz, gemäßigt und zivilisiert angesehen. In den 1970er und 1980er Jahren setzte sich ein kritischerer Blick durch: Bei aller Anerkennung für den erfolgreichen Widerstand gegen die patriarchalische Verweigerung des Frauenwahlrechts wurde nun der Widerspruch hervorgehoben, der im Ausschluss von Frauen bestimmter Rassen und Klassen lag.
Die kanadischen Provinzen führten das Frauenwahlrecht ab 1916 und zum Teil früher ein, als dies auf nationaler Ebene der Fall war. Schlusslicht war Quebec: Das Frauenwahlrecht wurde auf lokaler Ebene erst 1940 Gesetz.
1917 wurde das aktive Wahlrecht auf nationaler Ebene vor dem Hintergrund des Krieges durch den Wartime Elections Act bestimmten Gruppen von Frauen zugestanden. Dies ging mit der Benachteiligung anderer Bevölkerungsgruppen einher. Am 24. Mai 1918 wurde dann mit dem Act to Confer the Electoral Franchise on Women das aktive nationale Wahlrecht auf alle Frauen britischer und französischer Abstammung ab 21 Jahren ausgedehnt, womit gleiche Kriterien für Frauen und Männer galten. Erst im August 1960 wurde das Wahlrecht mit dem Act to Amend the Canada Elections Act auf alle Kanadierinnen und Kanadier ausgedehnt. Das passive Wahlrecht auf nationaler Ebene erhielten Frauen 1919. Erst 1929 wurde in einem von The Famous Five Emily Murphy, Irene Marryat Parlby, Nellie Mooney McClung, Louise Crummy McKinney und Henrietta Muir Edwards angestrengten und gewonnenen Gerichtsverfahren endgültig geklärt, dass das passive Wahlrecht in der Verfassung auch für den Senat galt, nicht nur für das Unterhaus. Die erste Wahl einer Frau ins nationale Parlament, nämlich ins Unterhaus, erfolgte am 6. Dezember 1921.

## Historische Entwicklungslinien

### Zusammenhang mit den Bestrebungen zur Abschaffung der Sklaverei
Die Bewegung zur Einführung des Frauenwahlrechts im 19. Jahrhundert war wesentlich mit dem Abolitionismus verknüpft. Aus den Vereinigten Staaten brachten afroamerikanische Frauen, die wie Mary Ann Shadd als geflohene Sklavinnen oder auch als freie Bürgerinnen nach Kanada kamen, die Idee der Frauenrechte mit.

### Gleichstellung von Frauen hatte Benachteiligung anderer Gruppen zur Folge
Die Erteilung des Wahlrechts an bestimmte Frauen im Wartime Elections Act von 1917 (siehe unten) ging mit der Benachteiligung anderer Bevölkerungsgruppen einher: Einwanderer aus Deutschland, Österreich-Ungarn und der Ukraine verloren ihr Wahlrecht ebenso wie Kriegsdienstverweigerer und Frauen ohne Angehörige in der Armee, die in manchen Bundesstaaten vorher bereits hatten wählen dürfen. So erhielten Frauen das Wahlrecht, bei denen man mit einer Unterstützung der Regierung rechnete, und andere Gruppen, die der Regierung und der Kriegspolitik ablehnend gegenüberstanden, büßten es ein.

## Untersuchung möglicher Einflussfaktoren auf die politische Repräsentation von Frauen

### Belohnung für die Leistungen im Ersten Weltkrieg?
Die Theorie, das Frauenwahlrecht sei nach kurzem, gemäßigtem Kampf erlangt worden und eine Belohnung für die Leistungen der Frauen im Ersten Weltkrieg gewesen, wird in der Geschichtsforschung vertreten. Bei genauem Hinsehen war die Erteilung des Frauenwahlrechts aber politisches Kalkül: Der damalige Premierminister Robert Borden verfolgte das Ziel, seine Mehrheit aus Konservativen und Unionisten aufrechterhalten zu können, um die Wehrpflicht einführen zu können. Diesem Vorhaben standen die Liberalen aus Quebec ablehnend gegenüber. Bordon setzte im September 1917 den Wartime Election Act durch, der Angehörige von Soldaten das Wahlrecht verlieh, die schon in Europa kämpften; von diesen war anzunehmen, dass sie die Einführung der Wahlpflicht als Hilfsmaßnahme für ihre Familienmitglieder unterstützen würden. Die Einführung der Wahlpflicht gelang allerdings mit so großer Zustimmung, die Erweiterung des Wahlrechts wäre dafür nicht nötig gewesen.
Auch nach Sangster lässt sie die Belohnungstheorie nicht halten; sie lasse den jahrzehntelangen Einsatz von Aktivistinnen unberücksichtigt: Die Debatten darüber, wem das Wahlrecht zustehe, umfassten mehr als ein Jahrhundert, von den Vorstößen von Frauen in Niederkanada in den 1840er Jahren bis zum Wahlrecht für die First Nations in den 1960ern.

### Zusammenhang mit der Entwicklung des Männerwahlrechts
Bei der Entwicklung des Männerwahlrechts lässt sich ein Ausschluss von Angehörigen bestimmter Religionen, Rassen und Klassen feststellen. Der Prozentsatz wahlberechtigter Männer stieg im Lauf der Zeit allerdings an. Erst 1921 wurde ein allgemeines Wahlrecht für alle weißen Männer erreicht. Die anfänglichen Ausschlüsse zeigen, dass die Gesellschaft nicht etwa die Gleichheit aller ihrer Mitglieder anerkannte; in diese Linie gehört auch die Ungleichbehandlung von Frauen und die Verweigerung des Frauenwahlrechts.

## Entwicklung in den Bundesstaaten
Schon während der Kolonialzeit versuchten Frauen, ihr Wahlrecht auszuüben. 1844 gaben einige Witwen aus dem Kreis der ländlichen Bevölkerung in Halton, Westkanada, ihre Stimmen für den konservativen Kandidaten ab, dies wurde jedoch sofort angefochten. Die Kolonialverfassungen von Nova Scotia und New Brunswick waren bei der Festlegung der Berechtigung für das Wahlrecht nicht eindeutig, da sie von „Personen“ sprachen, ohne zwischen Frauen und Männern zu unterscheiden. Daher versuchten einige Frauen, die Grundeigentum besaßen, ihr Wahlrecht geltend zu machen.
Die Ambiguität in den Verfassungen wurde jedoch alsbald behoben. Eine Gruppe um den Abgeordneten Louis-Joseph Papineau entwickelte einen Vorschlag, der Frauen alle Wahlrechte nehmen sollte. Papineau begründete, er wolle den weiblichen Mitgliedern seiner Familie den friedlichen Platz im Privaten erhalten. Der Entwurf wurde zunächst 1834 in Niederkanada und 1849 in der Provinz Kanada Gesetz, es gab dabei keine Widerstände. Paradoxerweise hatte Papineaus Mutter Rosalie Papineau bei den Wahlen 1809 in Niederkanada für ihren Sohn gestimmt.

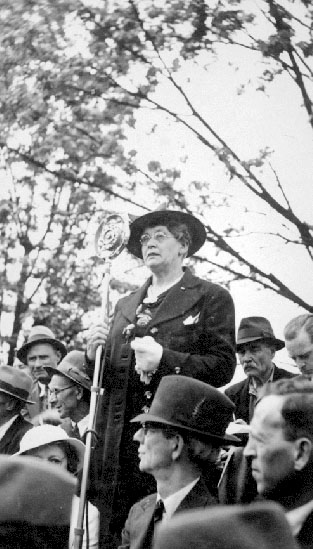
Helena Gutteridge, die erste Stadträtin von Vancouver, spricht 1938 auf einer Demonstration.

Adams sieht den Beginn der Frauenwahlrechtsbewegung in der Gründung des Toronto Women's Literary Club durch Emily Howard Stowe, die erste kanadische Ärztin, im Jahr 1876. Der Club hatte die Einführung des Frauenwahlrechts als Ziel, doch war es nicht opportun, dies im Namen kundzutun. Die Frauenwahlrechtsbewegung verbreitete sich innerhalb eines Jahrzehnts in fast allen Bundesstaaten außer Quebec und nahm auch sozialreformerische Anliegen wie den Einsatz für die Verbesserung des Gesundheitswesens als Aufgaben. In Quebec kamen dagegen Bestrebungen auf, Frauen das Wahlrecht bei Lokalwahlen und das Erbrecht zu entziehen. In den dreißig Jahren nach 1885 gab es in den gesetzgebenden Versammlungen der Bundesstaaten zwar Gesetzesentwürfe zur Einführung des Frauenwahlrechts, aber sie scheiterten alle. 1900 hatten alle Frauen, die über ein bestimmtes Eigentum verfügten, bei Kommunalwahlen das Wahlrecht.
Die Bundesstaaten führten das Frauenwahlrecht nacheinander und zum Teil früher ein, als dies auf nationaler Ebene der Fall war: 1916 Alberta (nach anderer Quelle 1918), Manitoba und Saskatchewan (nach anderer Quelle 1918), 1917 folgten Britisch-Kolumbien (nach anderer Quelle 1918) und Ontario (nach anderer Quelle erst 1918), 1918 Nova Scotia, 1919 New Brunswick (nach anderer Quelle 1918) und 1922 die Prinz-Edward-Inseln.
Schlusslicht war Quebec: Das Frauenwahlrecht wurde auf lokaler Ebene erst 1940 Gesetz. Das Gesetz, das auch Angehörigen der First Nations das Wahlrecht verschaffte, wurde erst am 9. April 1949 ins Parlament eingebracht und trat 25. April 1949 in Kraft.
Helena Gutteridge war die erste Frau, die in Vancouver, Britisch-Kolumbien in einen Stadtrat gewählt wurde. Sie stammte aus London und gründete kurz nach ihrer Ankunft in Vancouver 1911 die BC Women's Suffrage League. Später wurde sie Mitglied der Co-operative Commonwealth Federation, einer sozialistischen politischen Partei, und saß für sie eine Wahlperiode lang im Stadtrat.

## Entwicklung auf nationaler Ebene

### Aktives Wahlrecht
1883 schickte eine Frauenwahlrechtsgruppe aus Toronto ihre erste Petition für die Einführung des Frauenwahlrechts an John Macdonald, den ersten Premierminister Kanadas. 1885 brachte dieser den Vorschlag ins Parlament ein, einer beschränkten Anzahl von Frauen und Angehörigen der First Nations das Wahlrecht zu erteilen, die bestimmte Anforderungen an Besitz erfüllten. Doch der Premierminister zog wegen des starken Gegenwindes den Teil seines Vorschlags, der sich auf die Frauen bezog, alsbald zurück.
1917 wurde das aktive Wahlrecht auf nationaler Ebene vor dem Hintergrund des Krieges durch den Wartime Elections Act bestimmten Gruppen von Frauen zugestanden, über deren genaue Zusammensetzung in der Literatur Unterschiedliches zu finden ist: Krankenschwestern, die im Krieg Dienst taten; euroamerikanische Frauen, die in der Armee arbeiteten oder dort nahe Angehörige (Vater, Ehemann oder Sohn) hatten oder deren Väter, Männer oder Söhne im Krieg getötet oder verwundet worden waren; Frauen, deren Ehemänner, Söhne oder Väter im Krieg getötet oder verwundet worden waren; eine weitere Quelle nennt zusätzlich die Anforderung, dass die zugelassenen Frauen auf der Ebene der ihres Bundesstaates wahlrechtlich Männern gleichgestellt waren.
Am 24. Mai 1918 wurde mit dem Act to Confer the Electoral Franchise on Women das aktive nationale Wahlrecht auf alle Frauen britischer und französischer Abstammung ab 21 Jahren ausgedehnt, womit gleiche Kriterien für Frauen und Männer galten. Hierfür hatte sich die durch die Auseinandersetzung über den Wartime Election Act erstarkte Frauenbewegung ebenso eingesetzt wie die Liberalen. Dies hatte für manche Frauen den Verlust des Wahlrechts zur Folge: In den Bundesstaaten, in denen das Wahlrecht an Besitz gekoppelt war, durften besitzlose Frauen nun nicht mehr wählen, während sie es nach dem Wartime Election Act unabhängig vom Besitz gedurft hatten, wenn sie einen nahen Angehörigen in der Armee hatten.
Angehörige der First Nations waren vom Wahlrecht ausgeschlossen, ebenso Menschen asiatischer Abstammung. 1920 wurden die Eigentumsbeschränkungen aufgehoben.
1949 (nach anderer Quelle: 1948) wurde das Wahlrecht Menschen asiatischer Abstammung zugestanden.
1950 und 1951 wurde durch Änderungen am Indian Act und am Canada Elections Act das aktive Wahlrecht auf nationaler Ebene auf Veteranen aus dem Kreis der First Nations und ihre Ehefrauen sowie solche, die normalerweise außerhalb der Reservate lebten, ausgedehnt, wenn sie auf die Steuerbefreiungen verzichteten, die ihnen der Indian Act gewährte. 1950 hatten die Inuit das Wahlrecht erhalten, 1951 alle Bewohner der Northwest Territories. Wahlurnen für die Inuit wurden in der östlichen Arktis erst 1962 aufgestellt.
Erst im August 1960 wurde das Wahlrecht mit dem Act to Amend the Canada Elections Act auf alle Kanadierinnen und Kanadier ausgedehnt.

### Passives Frauenwahlrecht

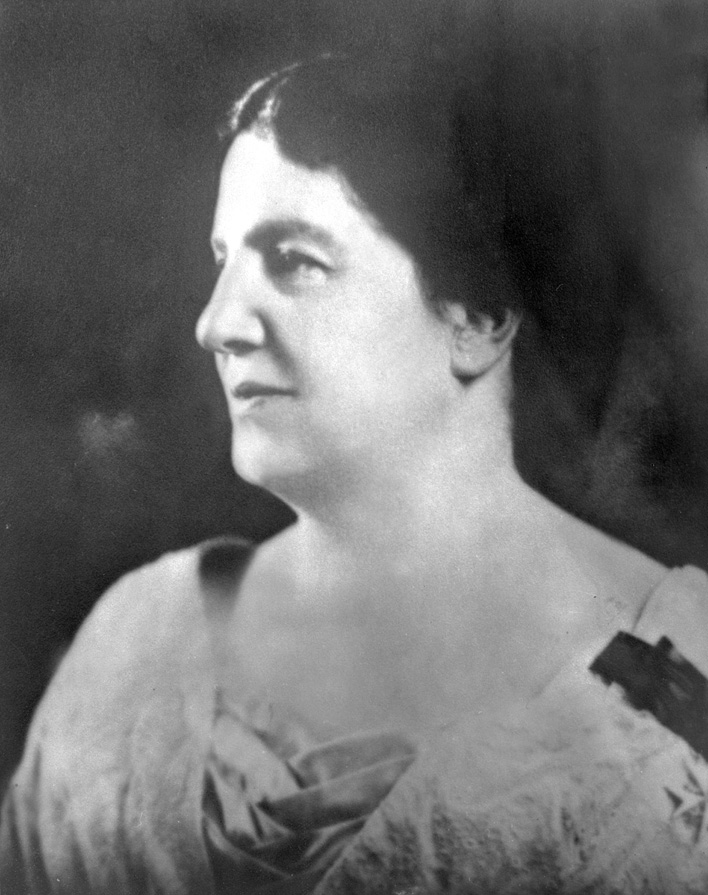
Emily Murphy, kanadische Frauenrechtsaktivistin, Feministin, Juristin und Autorin. Im Jahre 1916 wurde sie die erste Richterin in Kanada und im Britischen Empire.

1919 erhielten Frauen das passive Wahlrecht. Zwar nennen andere Quellen hierfür spätere Daten und sprechen von einem beschränkten Wahlrecht; doch dies beruht vermutlich darauf, dass erst 1929 in einem von The Famous Five Emily Murphy, Irene Marryat Parlby, Nellie Mooney McClung, Louise Crummy McKinney und Henrietta Muir Edwards angestrengten und gewonnenen Gerichtsverfahren endgültig geklärt wurde, dass das passive Wahlrecht in der Verfassung auch für den Senat galt, nicht nur für das House of Commons.
Die erste Wahl einer Frau ins nationale Parlament, nämlich in das House of Commons, erfolgte am 6. Dezember 1921. Ihr Name war Agnes Campbell McPhail. Im Februar 1930 wurde erstmals eine Frau zur Senatorin ernannt.

## Rezeption

### Idealisierung des Erreichten
In einigen Gebieten Kanadas dauerte der Kampf um das Frauenwahlrecht für weiße Frauen nur eine Generation. Oft wird die Frauenwahlrechtsbewegung als vergleichsweise kurz, gemäßigt und zivilisiert angesehen. Zu diesem Image haben die, die sich für das Recht einsetzten, selbst beigetragen, indem sie sich dem kanadischen Volk gegenüber als – im Vergleich zu den britischen Suffragetten – vernünftig, rational und friedlich darstellten.
Die Generation nach der, in der das Frauenwahlrecht Gesetz wurde, tendierten dazu, es als Sieg von Aufklärung und Fortschritt darzustellen, als Zeichen dafür, dass die Leistung der Frauen beim Aufbau der Nation gewürdigt worden war. Bis in die 1940er Jahre hielt sich diese Sicht, die das Erreichen des Frauenwahlrechts als Sieg der gerechten Sache verstand.
In den 1970er und 1980er Jahren setzte sich ein kritischerer Blick durch. Bei aller Anerkennung für den erfolgreichen Widerstand gegen die patriarchalische Verweigerung des Frauenwahlrechts wurde nun der Widerspruch hervorgehoben, der im Ausschluss von Frauen bestimmter Rassen und Klassen lag.

### Einfluss der Quellenlage

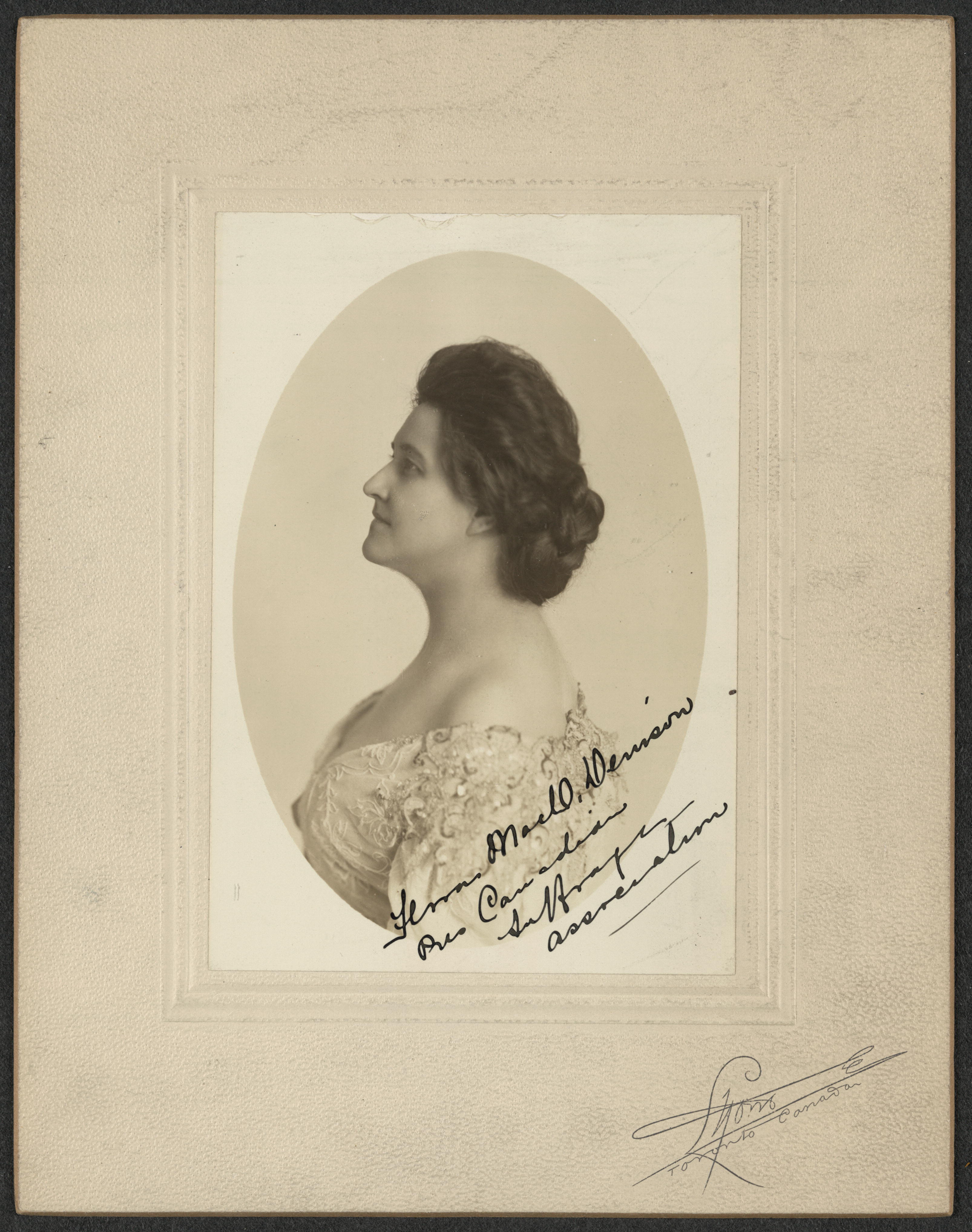
Flora MacDonald Denison, etwa 1911–1914; Präsidentin der Canadian Suffrage Association

Dem Frauenwahlrecht wird in Kanada weitaus mehr öffentliche Aufmerksamkeit gewidmet als anderen historischen Bestrebungen, Gleichheit für kanadische Frauen zu erreichen. Sangster vertritt hierzu die Meinung, die Konzentration auf das Wahlrecht würde die Bedeutung, die Klasse, Herkunft, Rasse und Religion im Kampf spielten, nicht genügend würdigen und so die Darstellung der historischen Entwicklung verkürzen. Auch würde die Bedeutung, die einzelne Frauen in der Überlieferung hätten, entscheidend durch die Menge an biografischem Material bestimmt, das von ihnen überliefert ist. So habe beispielsweise Emily Murphy ein umfangreiches Archiv mit Zeitungsausschnitten hinterlassen, die ihre Rolle betonten, während aus den Nachlässen von Mary Ann Shadd Cary, die erstmals eine Diskussion über Rasse und Gender angestoßen hatte, und Flora MacDonald Denison, die auf internationaler Ebene eine bedeutende Rolle spielte, der Forschung keine Materialien zur Verfügung gestellt werden konnten. Da Sozialistinnen wie May Darwin und Mary Cotton ihren Lebensunterhalt selbst verdienen mussten, wurde ihnen weniger Aufmerksamkeit zuteil als anderen, die stärker im Licht der Öffentlichkeit stehen konnten.